# 조도면
조도면(鳥島面)은 대한민국 전라남도 진도군에 위치한 면이다.

## 연혁
- 1899년 면행정구역 세분(細分) 이전은 진도면 부속도서로 되어 있다가 조도면과 가사도면으로 분리. 면행정 시작
- 1914년 행정구역 폐합령에 따라 조도면과 가사도면 합면
- 1963년 1월 1일 마진도리를 신안군으로 행정구역 개편
- 1964년 7월 31일 가사출장소 설치
- 1966년 4월 4일 서거차출장소 설치
- 1981년 12월 23일 다도해해상국립공원 지정 (635.06km2)[1]
- 1983년 2월 15일 만재도리 및 고·평사도리를 신안군으로 행정구역 개편
- 1997년 4월 30일 상·하조도 연도 (교량길이 510m)
- 2003년 8월 하조도 창유 일대 다도해해상국립공원 일부 해제

## 행정 구역
| 법정리             | 한자명     | 행정리                                                                                         | 비고            |
| ------------------ | ---------- | ---------------------------------------------------------------------------------------------- | --------------- |
| 가사도리           | 加沙島里   | 가사리, 궁항리(弓項里), 돌목리(--里)                                                           |                 |
| 관매도리           | 觀梅島里   | 관매리, 관호리(觀湖里)                                                                         |                 |
| 관사도리           | 觀沙島里   | 관사리, 관작리(觀作里)                                                                         |                 |
| 내병도리           | 內竝島里   | 내병리                                                                                         |                 |
| 눌옥도리           | 訥玉島里   | 눌옥리                                                                                         |                 |
| 대마도리           | 大馬島里   | 대마리, 대막리(大幕里)                                                                         |                 |
| 독거도리           | 獨巨島里   | 독거리                                                                                         |                 |
| 동거차도리         | 東巨次島里 | 동육리, 동막리                                                                                 |                 |
| 라배도리(나배도리) | 羅拜島里   | 라배리(나배리, 羅拜里)                                                                         |                 |
| 맹골도리           | 孟骨島里   | 맹골리                                                                                         |                 |
| 맹성리             | 孟城里     | 맹성리, 당도리(堂道里)                                                                         |                 |
| 모도리             | 茅島里     | 모도리                                                                                         |                 |
| 서거차도리         | 西巨次島里 | 서거차리                                                                                       |                 |
| 성남도리           | 城南島里   | 성남리                                                                                         |                 |
| 소마도리           | 小馬島里   | 소마리                                                                                         |                 |
| 신육리             | 新陸里     | 읍구리(邑仇里), 육동리(陸東里), 신전리(新田里)                                                 |                 |
| 여미리             | 礪尾里     | 동구리(洞口里), 율목리(栗木里), 여미리                                                         |                 |
| 옥도리             | 玉島里     | 옥도리                                                                                         |                 |
| 외병도리           | 外竝島里   | 외병리                                                                                         |                 |
| 죽항도리           | 竹項島里   | 죽항리                                                                                         |                 |
| 진목도리           | 進木島里   | 진목리                                                                                         |                 |
| 창유리             | 倉柳里     | 창리(倉里), 어류포리(魚遊浦里), 산행리(山行里), 유토리(柳土里), 명지리(明池里), 곤우리(坤友里) | 면사무소 소재지 |
| 청등도리           | 靑藤島里   | 청등리                                                                                         |                 |

## 부속 도서
- 맹성리, 여미리 : 상조도
- 신육리, 창유리 : 하조도
- 가사도리 : 가덕도, 가사도, 광대도, 대소동도, 소소동도, 돈서, 마도, 상방구도, 송도, 양덕도, 외공도, 접우도, 주지도, 중방구도, 하방구도, 혈도, 산402번지 섬
- 관매도리 : 각흘도, 관매도, 항도, 형제도, 고치여, 산320번지 섬
- 관사도리 : 관사도, 산자도, 족도, 주도, 산144번지 섬
- 나배도리 : 나배도, 소나배도
- 내병도리 : 내병도, 모사도, 북송도
- 눌옥도리 : 눌옥도
- 대마도리 : 거마도, 내항도, 대마도, 소거마도, 시하도, 외항도, 상어여
- 독거도리 : 구도, 독거도, 독거군도(개의도, 서대기도, 제주도, 초도, 화단도, 소경여), 변도, 소슬도, 슬도, 탄항도, 행금도, 두여, 탄항여, 산104번지 섬
- 동거차도리 : 동거차도, 망도, 병풍도, 북도, 상송도, 송도, 하송도
- 맹골도리 : 맹골군도(곽도, 맹골도, 명도, 몽덕도, 소죽도, 죽도), 산13번지 섬, 산14번지 섬
- 맹성리 : 충도, 산74번지 섬, 산98번지 섬, 260~272번지 일대 섬
- 모도리 : 모도, 소모도, 흑여, 산29번지 섬, 산30번지 섬
- 서거차도리 : 상하죽도(상죽도, 하죽도), 서거차도, 항도, 산15번지 섬
- 성남도리 : 상갈도, 성남도, 소성남도, 하갈도, 새섬
- 소마도리 : 계도, 대불장도, 소마도, 조도
- 신육리 : 수육도, 매동여, 산439번지 섬, 산440번지 섬, 산441번지 섬, 산444번지 섬
- 여미리 : 군암도, 백야도, 유금도, 목여, 산258번지 섬
- 옥도리 : 과도, 시야도, 오미도, 옥도, 산11번지 섬
- 외병도리 : 외병도, 제도
- 죽항도리 : 죽항도, 담초여
- 진목도리 : 갈도, 갈목도, 북도, 진목도, 소양간여, 산20번지 섬, 산25번지 섬
- 청등도리 : 곡두도, 송도, 신의도, 청등도, 목여

## 문화재
- 진도 관매도 후박나무 (천연기념물 제212호)

## 교육
- 조도초등학교
- 조도초등학교 관매분교
- 조도초등학교 관사분교
- 조도초등학교 서거차분교
- 조도초등학교 대마분교
- 진도서초등학교 가사분교
- 조도중학교
- 조도고등학교